# Fernando Olsen
Fernando Olsen (født 6. december 1963) er rådgiver, erhvervsmand, kendt debattør og tidligere professionel fodboldspiller. Han ejer og driver en række konsulent-, byggeri og ejendomsselskaber i Danmark og Spanien.
Han er medlem og formand i flere bestyrelser og har byggeri og ejendomsudvikling som speciale.
I hans virksomhedsportefølje er mest kendt reklame- og kommunikationsbureauet Sylvester Hvid & Co. A/S, der blev grundlagt i år 1899.
Som fodboldspiller startede han sin karriere som 16 årig. Hans position som angriber og senere midtbanespiller og libero bragte ham til B 1903, Vanløse IF, Fremad Amager, Brønshøj Boldklub og KB (nu FCK). Han spillede seks landskampe for Danmarks U/17-fodboldlandshold
I 1992 sluttede han sin aktive karriere og blev træner et enkelt år i Jyderup Boldklub, inden han valgte at fokusere på sin civile karriere.
Han er far til den tidligere Brøndby IF spiller, forfatter og nu erhvervsmand Marc Olsen.

## Eksterne links
Der er for få eller ingen kildehenvisninger i denne artikel, hvilket er et problem. Du kan hjælpe ved at angive troværdige kilder til de påstande, som fremføres i artiklen.

- Fernando Olsens spillerprofil i DBU's Landsholdsdatabase